# 大橋哲 (法務官僚)
大橋 哲（おおはし さとる、1960年〈昭和35年〉 - ）は、日本の法務官僚。法務省矯正局長。

## 人物
愛知県出身。1984年（昭和59年）、早稲田大学法学部を卒業し、法務省に入省する。
入省後、矯正局保安課長補佐、富山刑務所長、矯正局成人矯正課企画官、高松矯正管区第一部長、栃木刑務所長などを歴任する。
2011年（平成23年）、矯正局成人矯正課長に就任する。
2014年（平成26年）、矯正局総務課長に就任する。
2016年（平成28年）、法務省大臣官房施設課長に就任する。
2017年（平成29年）、大臣官房審議官（矯正局担当）に就任する。
2020年（令和2年）、矯正局長に就任する。
2021年 (令和3年)、退官。